# 葡萄牙齒口魚
葡萄牙齿口鱼（学名：Evermannella balbo）为齿口鱼科齿口鱼属的鱼类，分布于太平洋、印度洋、大西洋等海域，多生活于热带海域，深度100-1000公尺，體長可達16.9公分，生活習性不明。